# Horb (stacja kolejowa)
Horb – stacja kolejowa w Horb am Neckar, w kraju związkowym Badenia-Wirtembergia, w Niemczech. Znajdują się tu 3 perony.